# Indoxysticus
Genre
Indoxysticus est un genre d'araignées aranéomorphes de la famille des Thomisidae.

## Distribution
Les espèces de ce genre se rencontrent en Chine, en Inde et au Sri Lanka.

## Liste des espèces
Selon World Spider Catalog (version 18.0, 07/02/2017) :
- Indoxysticus lumbricus Tang & Li, 2010
- Indoxysticus minutus (Tikader, 1960)
- Indoxysticus tangi Jin & Zhang, 2012

## Publication originale
- Benjamin & Jaleel, 2010 : The genera Haplotmarus Simon, 1909 and Indoxysticus gen. nov.: two enigmatic genera of crab spiders from the Oriental region (Araneae: Thomisidae). Revue suisse de Zoologie, vol. 117, p. 159-167 (texte intégral).